# Epinephelus ongus
 Epinephelus ongus és una espècie de peix de la família dels serrànids i de l'ordre dels perciformes.

## Morfologia
Els mascles poden assolir els 40 cm de longitud total.

## Distribució geogràfica
Es troba des de l'Àfrica oriental fins a les Illes Ryukyu, les Illes Marshall, Fidji, Nova Caledònia i el nord d'Austràlia.